# Ocnogyna obscurior
Ocnogyna obscurior är en fjärilsart som beskrevs av Arnold Spuler 1906. Ocnogyna obscurior ingår i släktet Ocnogyna och familjen björnspinnare. Inga underarter finns listade i Catalogue of Life.